# Tuberculetaxalus mindanaonis
Tuberculetaxalus mindanaonis – gatunek chrząszcza z rodziny kózkowatych i podrodziny zgrzypikowych. Jedyny przedstawiciel rodzaju Tuberculetaxalus.

## Zasięg występowania
Gatunek ten występuje na Filipinach.